# International Bluegrass Music Association
L'International Bluegrass Music Association ou IBMA est une association commerciale chargée de promouvoir la musique bluegrass située à Owensboro dans l'État du Kentucky.

## Historique
Fondée en 1985, l'IBMA s'installe à Owensboro et crée en 1988 le International Bluegrass Music Museum. En 1990, l'IBMA fonde le World of Bluegrass, événement qui combine spectacles, concerts et remise de prix, qui s'installe à Louisville en 1997. De 2005 à 2012, le World of Bluegrass s'établit à Nashville puis à Raleigh depuis 2013.
En 1991, l'IBMA fonde le International Bluegrass Music Hall of Honor au sein de l'International Bluegrass Music Museum.
En 2003, l'IBMA déménage à Nashville.